# ایزابل چارتراند
ایزابل چارتراند (انگلیسی: Isabelle Chartrand؛ زادهٔ ۲۰ آوریل ۱۹۷۸) بازیکن هاکی روی یخ اهل کانادا است.